# Ernst Zimmermann (Naturforscher)
Ernst Zimmermann (* 1854 in Menden; † 1923 in Nagold) war ein deutscher Naturforscher, Lehrer und Fossiliensammler.
Zimmermann war 1876 bis 1883 Lehrer in Dorstfeld und danach bis 1921 an der Katholischen Volksschule in Schwelm. Er starb 1923 auf einer Reise in den Schwarzwald.
1898 bis 1918 war er Vorsitzender des Bildungsvereins Schwelm und 1911 bis zu seinem Tod stellvertretender Vorsitzender des Vereins für Heimatkunde Schwelm, deren naturkundliche Sammlung er aufbaute. Er baute eine umfangreiche Fossiliensammlung aus dem Massenkalk des mittleren Devon (Schwelm-Fazies) aus der Umgebung von Schwelm auf. Dort fanden sich viele Fossilien aus den Schutthalten (Rote Berge) der ehemaligen Förderung von Brauneisenstein. Er hatte Kontakte zum Geologen Werner Paeckelmann, der am PGLA den mitteldevonischen Massenkalk wissenschaftlich bearbeitete. In seiner grundlegenden Abhandlung dazu von 1922 bezieht er sich häufig auf die Sammlung von Zimmermann (Paeckelmann beschrieb 130 fossile Tierarten aus dem Schwelmer Massenkalk). Die Fossiliensammlung von Zimmermann kaufte der Verein für Heimatkunde 1924 auf (sie ist heute im Haus Martfeld). In einer Neubearbeitung der Sammlung (Lutz Koch) fanden sich allein 2000 Gastropoden-Exemplare.
Er war der Vater des Geologen bei der PGLA Ernst Zimmermann. Dieser arbeitete überwiegend am Niederrhein und nicht über den Schwelmer Kalk seines Vaters, über ihn kamen aber einige Exemplare der Sammlung seines Vaters an das Naturkundemuseum Berlin.